# 印度洋細光鱗魚
印度洋細光鱗魚，為黑頭魚科的其中一種，為深海魚類，分布於中西太平洋海域，體長可達7.2公分，棲息在底中層水域，生活習性不明。